# Malatesta IV. Baglioni
Malatesta IV. Baglioni (* 1491 in Perugia; † 24. Dezember 1531 in Bettona) war ein Condottiere, Herr von Perugia, Graf von Spello und Bettona.

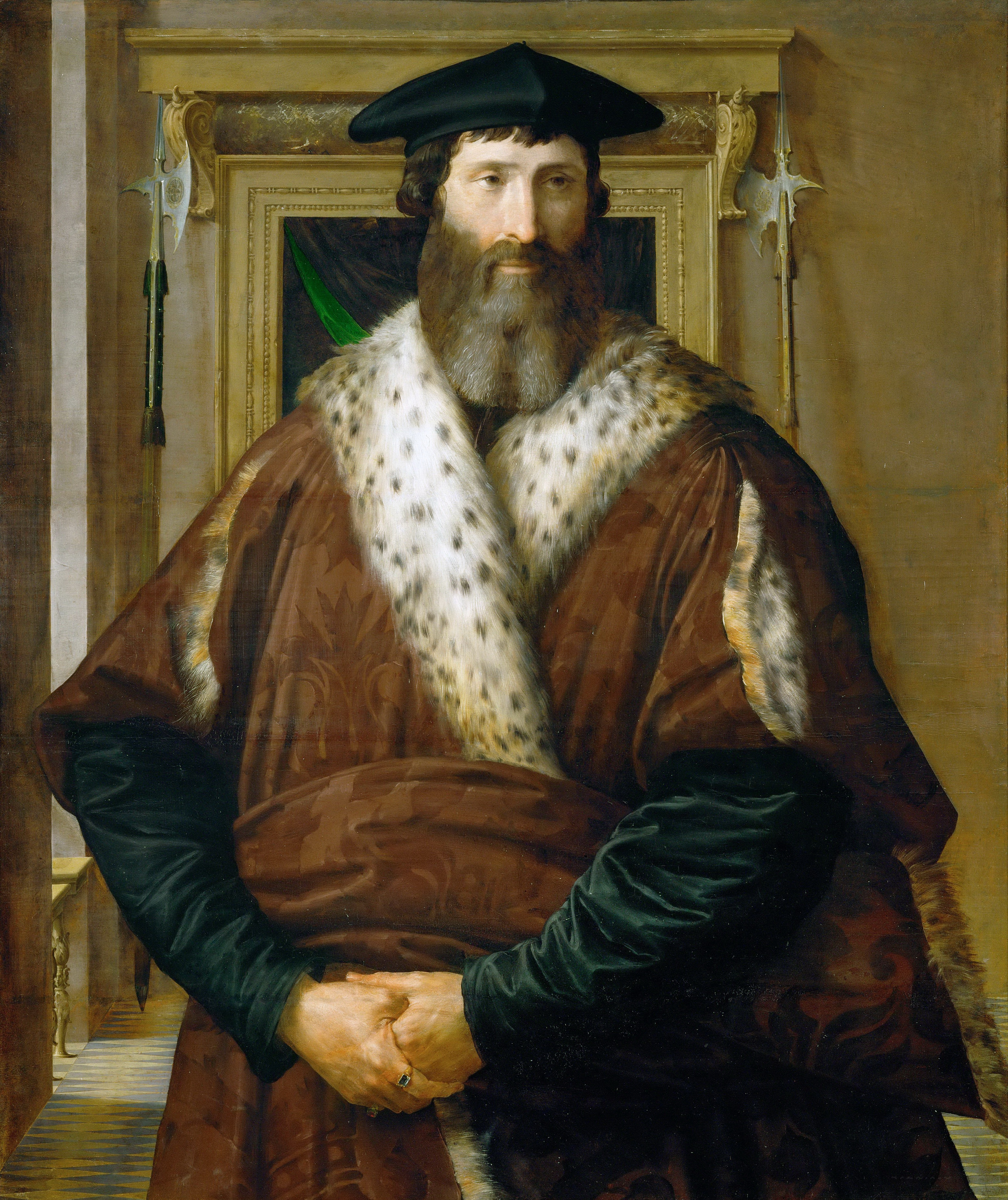
Mutmaßliches Porträt von Malatesta IV., Gemälde von Parmigianino (Kunsthistorisches Museum, Wien)

Wappen der Baglioni

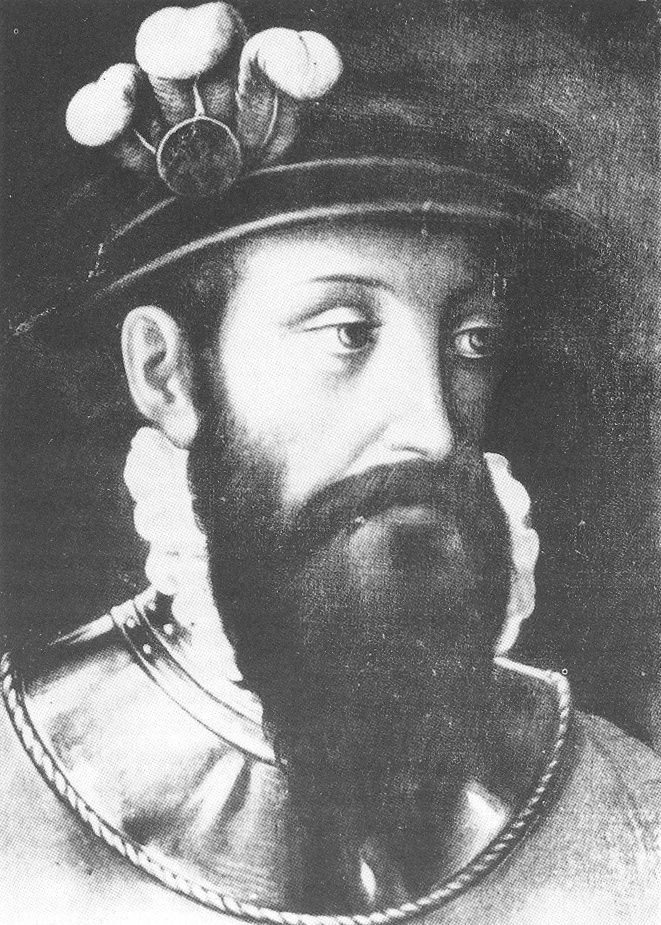
Malatesta IV. Baglioni (unbekannter Künstler, Pinacoteca di Bettona)

## Leben
Er stammte aus der adligen perugianischen Familie Baglioni und war der Sohn von Giampaolo, Herr von Perugia, und Ippolita Conti.
Im Alter von neun Jahren erlebte er im Jahr 1500 die grausame Episode der „roten Hochzeit“ zwischen Astorre I. und Lavinia Colonna, als Verschwörer unter der Führung des rechtmäßigen Erben Grifonetto Baglioni die männlichen Mitglieder der Familie ermordeten. Sein Vater Giampaolo konnte entkommen. Er und sein jüngerer Bruder Orazio II. standen unter dem Schutz von Atalanta, der Mutter Grifonettos, die ihren Sohn verflucht hatte.
Von klein auf begleitete er seinen Vater oft bei dessen Feldzügen und wurde nach seinem Tod (11. Juni 1520) sein Nachfolger und, als Graf von Spello und Bettona (1520–1531), der seines Bruders Orazio II. Er heiratete Monaldesca Monaldeschi, die aus einer wohlhabenden Familie stammte und ihm eine reiche Mitgift in Form von Ländereien in der Gegend von Orvieto mitbrachte.
Später stand Malatesta in den Diensten der venezianischen Republik, in deren Auftrag er Lodi und Cremona besetzte. Nach dem Tod seines Onkels Gentile I. Baglioni, Sohn von Guido I., zu dem die Beziehungen nie optimal gewesen waren, erhielt er 1527 die volle Herrschaft über Perugia.
Während des Krieges der Liga von Cognac übergab Malatesta Perugia kampflos an Philibert de Chalon, den Oberbefehlshaber der kaiserlichen Armee auf der italienischen Halbinsel, und übernahm die Rolle des Verteidigers der Republik Florenz. Eine geheime Vereinbarung mit Papst Clemens VII. und den Kaiserlichen sah vor, dass Malatesta nach Beendigung seines Einsatzes für Florenz die Herrschaft über die Stadt zurückerhalten sollte.
Sein Verrat wurde am 3. August 1530 in der Schlacht von Gavinana aufgedeckt, in der die florentinischen Truppen unter Francesco Ferrucci (1489–1530) von den kaiserlichen Truppen vernichtend geschlagen wurden, nicht zuletzt dank der Informationen, die Malatesta geliefert hatte. Ferruccis Ausruf „Ahi traditor Malatesta!“ (dt. Ahi Verräter Malatesta) ist sprichwörtlich geworden. Nachdem Baglioni seinen Pakt mit dem Papst durch den Verrat an Florenz erfüllt hatte, durfte er nach Perugia zurückkehren, wo er am 20. September eintraf.
Wenn er sich nicht im Krieg befand, hielt sich der Graf in Spello und Bettona in den jeweiligen Familienpalästen auf.  In der Residenz von Bettona, die er mit einem prächtigen Garten verschönern ließ, starb Malatesta IV. am 24. Dezember 1531 im Alter von 40 Jahren, wahrscheinlich an Gicht. Sein Nachfolger in den Grafschaften und in Perugia wurde sein Sohn Rodolfo II., der letzte Herrscher der Stadt Perugia.
Er wurde zusammen mit seinem drei Jahre zuvor verstorbenen Bruder Orazio, der vorübergehend in Spello bestattet worden war, mit einem prunkvollen Begräbnis beigesetzt. Beide Baglioni wurden in Perugia in der Basilika San Domenico mit reichen Grabdenkmälern rund um den Chor beigesetzt. In späteren Jahrhunderten wurden die Gräber abgerissen und die Leichname zusammen mit anderen Baglioni in der darunter liegenden Krypta mit einem einfachen Grabstein beigesetzt.

## Ehrung
Im April 1529 trat Malatesta IV. in den Dienst der Franzosen, die ihm den Michaelsorden verliehen.

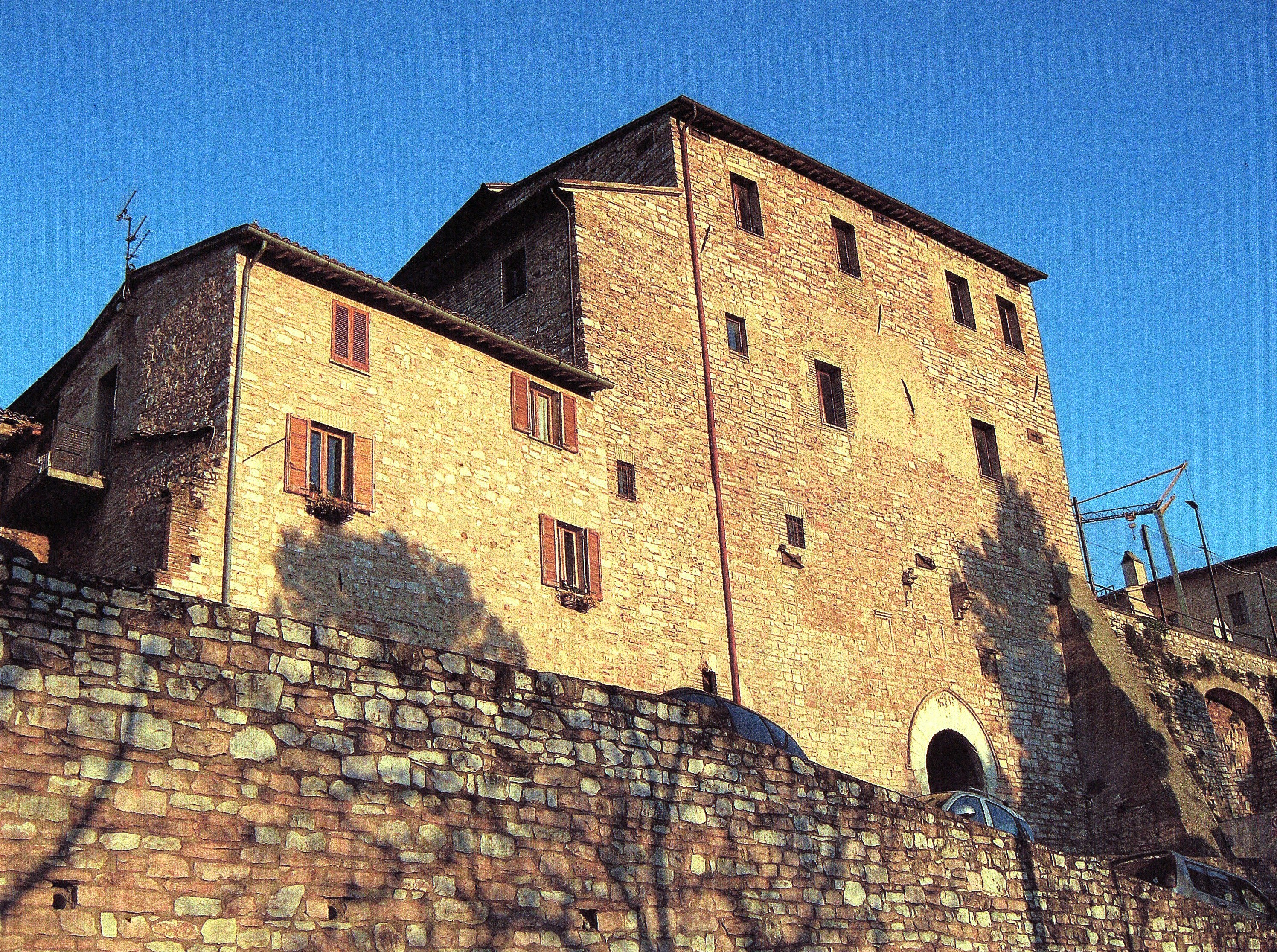
Palazzo Baglioni a Spello, una delle residenze di Malatesta
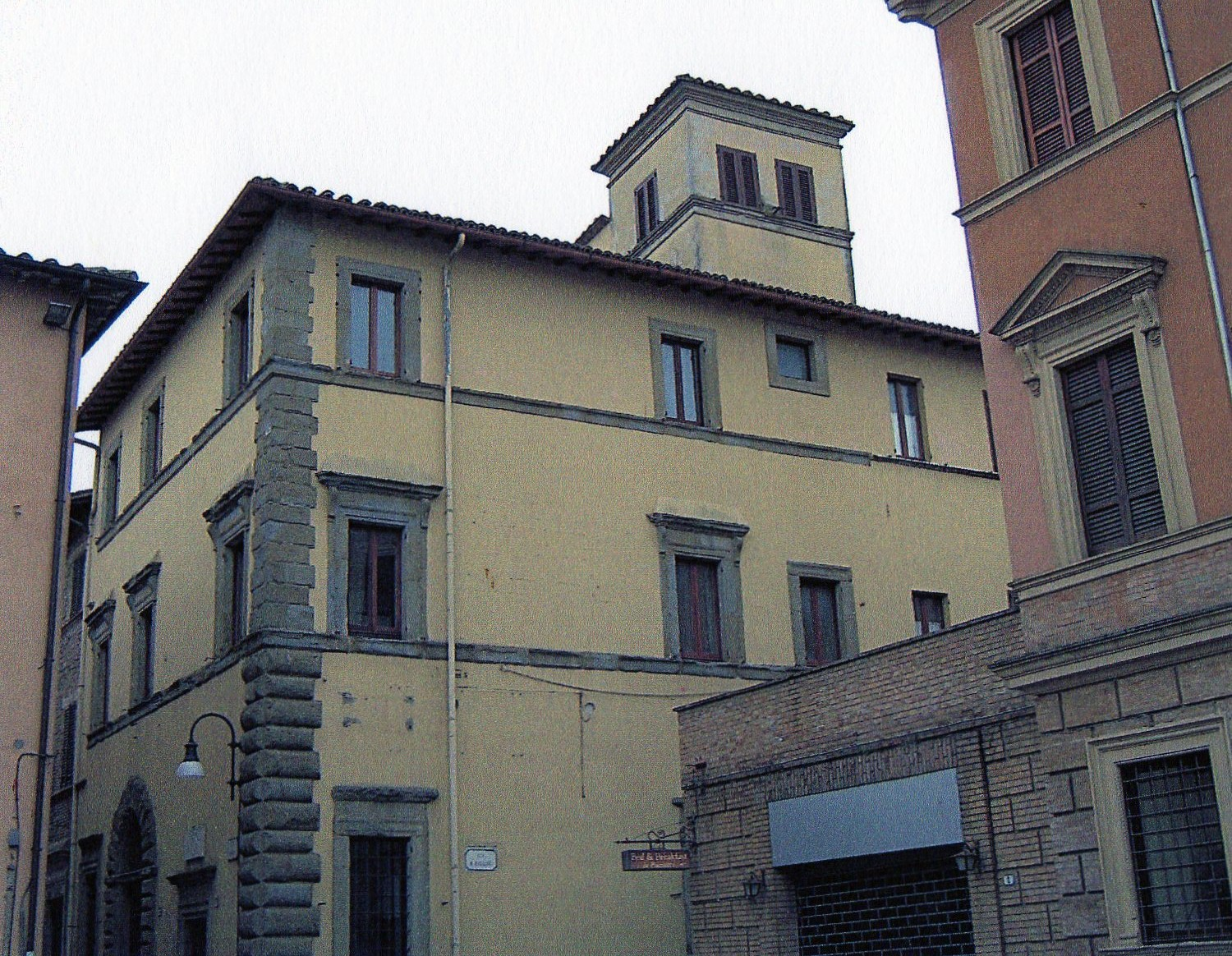
Palazzo Baglioni, a Bettona, dove morì Malatesta IV
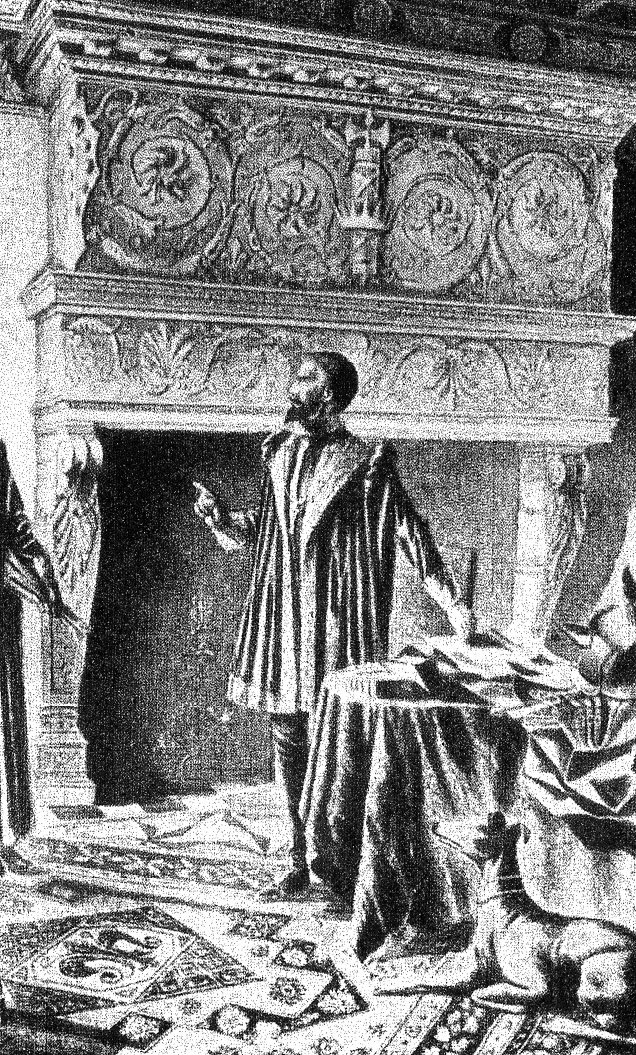
Rodolfo II, figlio ed erede di Malatesta IV